# Der Tod wartet
Der Tod wartet (Originaltitel Appointment with Death) ist der 23. Kriminalroman von Agatha Christie. Er erschien zuerst im Vereinigten Königreich am 2. Mai 1938 im Collins Crime Club und in den USA bei Dodd, Mead and Company später im selben Jahr. Die deutschsprachige Erstausgabe wurde 1944 im Scherz Verlag, Bern, in der Übersetzung von Auguste Flesch von Bringen veröffentlicht. 1984 erschien im selben Verlag eine Neuübersetzung von Ursula Gail, für die auch der Titel Rendezvous mit einer Leiche verwendet wurde.
Es ermittelt Hercule Poirot.
Der Roman reflektiert Christies Erfahrungen aus den gemeinsamen Reisen mit ihrem Mann, dem Archäologen Max Mallowan, in den Nahen Osten.

## Einführung
In einem Hotel in Jerusalem belauscht Poirot ein Gespräch zwischen einem Mann und einer Frau, in dessen Verlauf der Mann sagt: „Du siehst doch ein, dass sie sterben muss?“ Als ein paar Tage später Mrs. Boynton, eine sadistische Tyrannin, die alle Mitglieder ihrer Familie dominiert und die ihre Abneigung auf eine Gruppe außerhalb der eigentlichen Familie ausdehnt, tot aufgefunden wird, hat Poirot einen neuen Fall: Er hat nur vierundzwanzig Stunden Zeit, den Fall zu lösen, und dabei steht noch nicht einmal fest, ob es wirklich ein Mord war.

## Handlung
Schauplatz des Geschehens ist im Wesentlichen Transjordanien. Der erste Teil des Romans ist wie ein psychologischer Thriller aufgebaut. Die Familie Boynton und somit auch das spätere Opfer werden vorgestellt. Dies passiert aus der Sicht von Sarah King und Dr. Gerard, die das Verhalten der Familie diskutieren. Mrs. Boynton ist sadistisch und dominierend, das folgt (so wird suggeriert) aus ihrem früheren Beruf: Gefängniswärterin.
Sarah fühlt sich zu Raymond Boynton hingezogen, während Jefferson Cope versucht, Nadine Boynton von ihrem Mann, Lennox Boynton, und aus dem Einflussbereich ihrer Schwiegermutter weg zu bringen. Nachdem Sarah Mrs. Boynton mit ihrer Meinung konfrontiert hat, stößt diese scheinbar als Antwort eine seltsame Drohung aus: „Ich vergesse niemals etwas, keine Handlung, keinen Namen und kein Gesicht.“ Als die Reisegesellschaft in Petra eingetroffen ist, gibt Mrs. Boynton, völlig untypisch für sie, den jungen Leuten frei und schickt sie auf einen Spaziergang. Später findet man sie tot auf ihrem Stuhl vor dem Zelt sitzend, mit dem Einstich einer Injektionsnadel im Handgelenk. Niemand ist wirklich unglücklich über den Tod der bösartigen Frau.
Doch Poirot glaubt nicht an einen natürlichen Tod und behauptet, dass er den Fall innerhalb von vierundzwanzig Stunden lösen kann, einfach durch die Befragung der Verdächtigen. Durch diese Interviews ergibt sich nach und nach ein zeitlicher Ablauf, der unmöglich erscheint: Sarah King legt den Zeitpunkt des Todes vor die Zeit, von der einige Familienmitglieder behaupten, dass das Opfer da noch am Leben war. Die Aufmerksamkeit wird außerdem auf eine Spritze gelenkt, die anscheinend aus dem Zelt von Dr. Gerard gestohlen und später wieder zurückgelegt wurde. Das Gift, an dem Mrs. Boynton starb, wird als Digitoxin identifiziert, was sie auch als Medikament einnahm.
Poirot findet heraus, dass jedes Mitglied der Familie nach der Rückkehr von der Wanderung die Mutter tot aufgefunden hatte. Doch weil jeder davon ausging, dass ein anderer aus der Familie die Mutter ermordet hatte, hat jeder diese Entdeckung verheimlicht. Da aber alle Familienmitglieder wussten, dass die Mutter Digitoxin nahm, hätten sie ihr die Überdosis wesentlich einfacher mit der täglichen Medizin geben können. Aus dieser Tatsache folgert Poirot, dass einer der außenstehenden Mitreisenden der Täter gewesen sein muss.
Als Mörderin entlarvt er letztlich Lady Westholme, die vor ihrer Heirat in Amerika in dem Gefängnis saß, in dem Mrs. Boynton Wärterin war. Der bedeutungsvolle Satz „Ich vergesse ...“ war nicht an Sarah gerichtet gewesen, die direkt vor Mrs. Boynton stand, sondern an die hinter Sarah stehende Lady Westholme. Aus Angst, dass ihre Vergangenheit herauskommen könnte, entschied diese sich, den Mord zu begehen. Verkleidet als Araber, beging sie den Mord und verschaffte sich mit Hilfe der Kurzsichtigkeit und Beeinflussbarkeit von Miss Pierce ein Alibi.
Lady Westholme, die Poirots Ausführungen in einem Nebenraum mit anhört, begeht Selbstmord. Die Familie, frei von allen Lasten, kann nun endlich ein glückliches Leben führen: Sarah heiratet Raymond; Carol heiratet Jefferson und Ginevra beginnt eine erfolgreiche Karriere als Schauspielerin: Sie ist das einzige leibliche Kind der Verstorbenen und lässt im Charakter erste Ähnlichkeiten erkennen.

## Personen inDer Tod wartet
- Hercule Poirot, der belgische Detektiv
- Colonel Carbury, Polizeichef in Transjordanien
- Mrs. Boynton, das Opfer
- Raymond Boynton, ihr Stiefsohn
- Carol Boynton, ihre Stieftochter
- Ginevra Boynton, ihre Tochter
- Lennox Boynton, ihr Stiefsohn
- Nadine Boynton, Lennox’ Frau
- Jefferson Cope, ein Amerikaner
- Dr. Gerard, ein französischer Psychologe
- Sarah King, eine junge Ärztin
- Lady Westholme, ein Mitglied des britischen Parlamentes
- Miss Amabel Pierce, ein ehemaliges Kindermädchen und Gouvernante

## Bezüge zu anderen Werken
Im Roman werden mehrere frühere Untersuchungen von Poirot erwähnt. So erzählt er in einem Gespräch mit Colonel Carbury die Handlung von Mit offenen Karten und erinnert auch an Colonel Race. Miss Pierce macht einige Bemerkungen zu den Morden des Herrn ABC, um zu betonen, was für ein berühmter Detektiv Poirot ist.
Besonders interessant ist die Bemerkung von Nadine, sie habe gehört, dass Poirot damals bei dem Mord im Orientexpress die offizielle Version dessen, was sich ereignet hatte, akzeptiert habe. Das heißt also, dass sie die Wahrheit nur von einem der Passagiere erfahren haben kann.
Der Roman gehört zu denjenigen im Werk von Agatha Christie, in denen der Täter der drohenden Hinrichtung durch Suizid entgeht. Dazu gehören die Romane Alibi, Das Haus an der Düne und Der ballspielende Hund.

## Verfilmungen und Theateradaptionen

### Rendezvous mit einer Leiche
Der Roman ist eine der sechs Geschichten, die mit Peter Ustinov in der Rolle des Poirot verfilmt wurden.

### Der Tod wartet
Für die elfte Staffel der Fernsehserie Agatha Christie’s Poirot mit David Suchet als Poirot wurde der Roman 2008 verfilmt.

## Wichtige englischsprachige und deutschsprachige Ausgaben
- 1938 Erstausgabe Vereinigtes Königreich Collins Crime Club (London)1938
- 1938 Erstausgabe USA Dodd Mead and Company (New York) 1938
- 1944 deutsche Erstausgabe Der Tod wartet in der Übersetzung von Auguste Flesch von Bringen[4]
- 1984 Neuübersetzung von Ursula Gail[5]
- 1989 Alternativer Titel Rendezvous mit einer Leiche[6]
- 2003 Neuübersetzung von Ursula-Maria Mössner[7]

## Hörbücher
- 2000 Der Tod wartet (4 Tonkassetten). Sprecher: Martin Maria Schwarz. Regie: Hans Eckardt : Verlag und Studio für Hörbuchproduktionen Beltershausen[8]

- 2005 Rendezvous mit einer Leiche (3 CDs): mit der original Miss-Marple-Filmmelodie. Gelesen von Klaus Dittmann. Regie: Sven Stricker. Aus dem Englischen von Tanja Handels. Autorisierte Lesefassung. Der Hörverlag München[9]